# Idalísio Soares Aranha Filho
Idalísio Soares Aranha Filho (Minas Gerais, 21 de agosto de 1947 - desconhecida) foi um guerrilheiro e militante do Partido Comunista do Brasil, PCdoB, e atuou na Guerrilha do Araguaia, onde morreu em confronto com os militares.
Filho de Aminthas Rodrigues Pereira e Idalísio Soares Aranha, o guerrilheiro é o penúltimo dos nove filhos que Aminthas e Idalísio tiveram. Cursou o primário em Rubim, cidade em Minas Gerais,  e o ginásio no Colégio São José, em Teófilo Otoni, também em Minas Gerais.
Idalísio Soares Aranha Fillho também era conhecido como Aparício, seu apelido mais utilizado em registros, Bragança, Braguinha e Ivan.
Não há uma data certa para sua morte, mas sabe-se que ocorreu entre 13 de junho e 13 de julho de 1972. O seu falecimento aconteceu durante um combate com militares na casa de Pedro Alexandrino de Oliveira Filho, conhecido entre seus amigos como “Peri”, localizado perto da estrada ou região de Perdidos ou Marabá, no Pará.
Idalísio é considerado desaparecido político, uma vez que seus restos mortais não foram entregues aos seus familiares, não permitindo o seu sepultamento.

## Biografia
Idalísio Soares Aranha Filho nasceu no município Rubim do estado de Minas Gerais no dia 21 de agosto de 1947, sendo o oitavo filho dos nove que Aminthas Rodrigues Pereira e Idalísio Soares Aranha tiveram.
A sua vida acadêmica começou na sua cidade natal, Rubim, onde cursou o primário. Logo depois, foi para a município Teófilo Otoni, também em Minas Gerais, lá fez o ginásio no Colégio São José. Depois, em 1962, foi para Belo Horizonte, onde estudou até o segundo ano no Colégio Governador Milton Campos, também conhecido como Estadual Central. No terceiro ano foi para o Colégio Universitário da UFMG para se preparar para o vestibular.

Em 1968, foi aprovado para o curso de psicologia da Universidade Federal de Minas Gerais, entretanto, não havia vagas o suficiente. De acordo com o boletim publicado no site da Universidade Federal de Minas Gerais, Idalísio foi quem organizou a "luta dos excedentes", que tentava garantir mais vagas na Universidade. A causa ganhou vitoriosa.
"Em 1968, ingressou no curso de Psicologia da UFMG e logo organizou a “luta dos excedentes” – estudantes aprovados que não foram convocados para ocupar suas vagas."
Porém, conforme relatado na matéria publicada no site Brasil de Fato, Idalísio "se juntou aos estudantes excedentes aprovadas que exigiam sua vaga". A matéria traz a história de quatro estudantes da UFMG que foram perseguidos e assassinados na Ditadura Militar, entre eles Idalísio Soares Aranha Filho e Walkíria Afonso Costa. A mesma coisa está presente no "Dossiê dos mortos e desaparecidos políticos a partir de 1964", que apresenta que Idalísio "participou da luta dos excedentes".
Neste mesmo ano, Idalísio iniciou o Curso de Psicologia na UFMG. Durante a faculdade, participou ativamente do movimento estudantil e, anos mais tarde, em 1971, foi eleito para ser presidente do Diretório Acadêmico da Faculdade de Filosofia e Ciências Humanas (FAFICH), da Universidade Federal de Minas Gerais.
Idalísio Soares Aranha Filho se casa com Walkíria Afonso Costa (02 de agosto de 1947 - desconhecido), mas a data do casamento não é certa. Há registros que apontam janeiro de 1971, como em “Guerrilha do Araguaia - Versão expandida”, e outros trazem 1970 como o ano que eles se casaram, como é possível verificar no livro da CEMDP (livro da Comissão Especial sobre Mortos e Desaparecidos Político).
Após o casório, no dia 27 de janeiro de 1971, de acordo com o site da Comissão Especial sobre Mortos e Desaparecidos Políticos - CEMDP, ambos já eram militantes do Partido Comunista do Brasil, PCdoB, e decidiram morar em Araguaia, região do Gameleira. Por volta de 1972, a casa dos pais de Idalísio foi invadida.
Na Guerrilha do Araguaia, Idalísio Soares Aranha Filho morreu em combate com militares. Apesar de não se saber ao certo a situação que levou a sua morte, também existem registros divergentes sobre a data de morte, podendo ter acontecido entre o dia 13 de junho e 13 de julho de 1972.
No ano seguinte, 1973, Idalísio Soares Aranha Filho e Walkíria Afonso Costa foram julgado pela Justiça Militar, resultando na condenação de dois anos de reclusão para Idalísio, mas Walkíria foi absolvida. Desta forma, Idalísio Soares Aranha Filho foi condenado, mesmo após a sua morte, por não ter aparecido em seu julgamento.
De acordo com relatos, Idalísio gostava de cantar e tocar violão, era inteligente e admirado pelos colegas, além de ser afetivo, carinhoso e observador, mesmo sendo uma pessoa de pouca conversa.

## Participação política
Idalísio Soares Aranha Filho foi um dos 10 mineiros que participou da Guerrilha do Araguaia. Logo ao chegar em Araguaia, Idalísio foi deslocado para o destacamento B. Existiam três destacamentos, conforme o documento "Guerrilha do Araguaia - Versão Expandida" afirma:
"Os guerrilheiros foram distribuídos em 3 destacamentos, A, B e C e uma Comissão Militar. O destacamento A contava com 22 pessoas, tendo como comandante André Grabois (Zé Carlos); e Antônio de Pádua Costa (Piauí) como vice. O destacamento B era liderado pelo mineiro Oswaldo Orlando da Costa (Oswaldão) e tinha como vice José Humberto Bronca (Zeca), tinha 21 pessoas. José Toledo de Oliveira (Vitor) também mineiro, era o Vice Comandante do Destacamento C. Paulo Mendes Rodrigues (Paulo) era o comandante desse destacamento de 20 pessoas." 
O destacamento B foi o que mais recebeu mineiros, entre eles estavam Oswaldo Orlando da Costa, o comandante, Ciro Flávio Salazar de Oliveira, Paulo Roberto Pereira Marques, Pedro Alexandrino Oliveira Filho, Idalísio Aranha Soares Filho e sua esposa, Walkíria Afonso Costa. Walkíria mais tarde foi deslocada para o destacamento A, por conta das baixas que aconteceram.
A guerrilha do Araguaia enfrentou três grandes operações militares de combate, envolvendo uma quantidade de soldados não revelada. As três operações ficaram conhecidas como Operação Papagaio, Operação Sucuri e Operação Marajoara. Antes dos confrontos armadas, já havia acontecido outras operações, sendo a última a Operação Limpeza, que desenterrou corpos, levando-os para um local desconhecido.
12 de abril de 1972 marcou o início dos combates militares e foi quando o exército atacou o ponto de apoio dos destacamentos A e, após alguns dias, C. Em seguida, enfrentou o destacamento B e a Comissão Militar. O objetivo era tirar a estabilidade que os guerrilheiros tinham, acabando com os pontos de apoio, dificultando o acesso a comida e recursos, como armas.
A primeira operação, a Papagaio, começou em agosto de 1972 e acabou ainda no mesmo ano. Foi neste combate que Idalísio Soares Aranha Filho morreu, assim como outras nove pessoas, entre elas Ciro Flávio Salazar de Oliveira e José Toledo de Oliveira. Em setembro de 1972, o exército, sem abandonar a região, decidiu uma retirada estratégica.

Conforme relatado em "Guerrilha do Araguaia - Versão Expandida", a operação Sucuri aconteceu em 1973 e não tinha o caráter de combate, mas o de investigação; e a operação Marajoara visava "aniquilar a guerrilha".
"A segunda operação, ficou conhecida como Sucuri, de 1973. Os militares intensificaram os trabalhos de informação e conhecimento da área. Foram realizados diversos voos estratégicos de reconhecimento. Agentes militares foram convocados para se infiltrarem na região como representantes de empresas, agentes do INCRA, funcionários da Superintendência de Campanhas de Saúde Pública (SUCAM), bodegueiros e posseiros. Esses militares ficariam responsáveis por mapear a região, dando informações dos guerrilheiros, por onde andavam e com quem conversavam. A operação tinha um caráter mais investigativo do que de combate. A operação Marajoara teve início em 07 de outubro de 1973. Tinha como objetivo principal aniquilar a guerrilha. Com ordem do alto comando do exército, com o conhecimento do presidente da república General Emilio Garrastazu Médici, ficou estabelecido a caça aos comunistas, ninguém deveria sair vivo das matas do Araguaia. Os agentes infiltrados serviriam de guias para as perseguições. Utilizou-se também mateiros, bate-paus e índios da região para a localização dos combatentes. O resultado de toda a duração da operação foram 56 guerrilheiros desaparecidos. Em 1973, morreram os mineiros, Adriano Fonseca Filho e Paulo Roberto Pereira Marques."

## Circunstâncias de morte
Em julho de 1972, de acordo com o Relatório Arroyo, João Carlos Haas Sobrinho, um dos companheiros de luta de Idalísio, foi ferido em sua coxa, para descansar por alguns dias, o levaram a para a mata. Neste período, Idalísio Soares acabou se perdendo após sair para caçar e buscou refúgio no barraco próximo à casa de um morador chamado Perí, como era conhecido, foi um dos guerrilheiros em Araguaia e se chamava Pedro Alexandrino de Oliveira. O documento narra um tiroteio do Exército, que chegou dias depois no local, com o guerrilheiro, que acabou morrendo.
"No curso da primeira campanha do inimigo, a CM manteve contato regular com os destacamentos A e B. A alimentação da CM foi mantida pelo B. Em julho, a CM resolveu enviar um grupo de companheiros, chefiados pelo Juca (João Carlos Haas Sobrinho), para conseguir relatar o contato com o C. Faziam parte do grupo: Flávio (Ciro Flávio de Oliveira Salazar), Gil (Manoel José Nurchis), Aparício (idalísio Soares Aranha Filho) e Ferreira (Antonio Guilherme Ribeiro Ribas), do B. Esta medida se impunha, porque o C não atendeu aos pontos previamente estabelecidos. Este grupo caiu numa emboscada do Exército na Grota Vermelha, a uns 50 metros da estrada. Juca levou dois tiros, um na perna e outro na coxa, mas conseguiu, juntamente com os outros companheiros, embrenhar-se na mata. Ficaram parados alguns dias, para que Juca se restabelecesse. Durante esse período, Aparício saiu para caçar e se perdeu. Procurou a casa de um morador, chamado Peri, por onde sabia que os demais iam passar. Lá ficou à espera. O dono da casa onde se refugiou levou-o para um barraco no mato, próximo à casa. Aí lhe serviam a comida. Dias depois, apareceu o Exército e travou tiroteio com Aparício. Este descarregou todas as balas do revólver que tinha e, quando tentava enchê-Io de novo, recebeu um tiro e morreu. Não se sabe se o Exército chegou por acaso ou se foi denúncia."
O relatório Arroyo é dividido em nove partes e é considerado o principal documento sobre a Guerrilha do Araguaia, que foi um movimento guerrilheiro baseado no percurso do rio Araguaia, fundado pelo Partido Comunista do Brasil (PCdoB), que tinha como objetivo fomentar a revolução socialista. Após a fuga de Ângelo Arroyo, que deu nome ao documento, do cerco das Forças Armadas, o documento foi entregue, em São Paulo, aos líderes do partido comunista.
O livro de Leonencio Nossa, "Mata!", afirma que Idalísio "descarregou a arma e acabou metralhado. Era a primeira baixa do [destacamento] B, destacamento de Osvaldão. A ousadia foi reconhecida como ato de bravura pelos militares." E, conforme o relato presente no Relatório do Ministério da Marinha, Idalísio foi morto por ter resistido ferozmente.

Em depoimento, Antônia Aranha, irmã de Idalísio Soares Aranha Filho, conta sobre o momento que Idalísio enfrentou o exército e como chegou até a casa de Perí. O depoimento foi transcrito do vídeo postado no canal Thais Gomes, no dia 4 de janeiro de 2015 e faz parte da série de reportagens “Lembrar é Preciso! Memórias da militância estudantil na UFGM”, trazendo o perfil de Idalísio no segundo de quatro episódios. O trabalho aborda a história de 4 estudantes da Universidade Federal de Minas Gerais mortos durante o período militar, entre eles Idalísio e Walkíria, sua esposa.
“Ele estava doente, ele não conseguiu acompanhar o grupo. Ele resolveu ir para a casa de um camponês, imagina o tanto que ele sofreu com a perna totalmente machucada. Ele pediu um prato de comida, só que já tinham localizado [o local] como ponto de apoio da guerrilha, e aí cercaram o local que ele estava. Ele ficou com uma arma absolutamente ineficaz, com revólver totalmente superado, resolveu enfrentar. Mas ele dizia sempre pra gente o seguinte ‘Eles não me pegam vivo, eles não vão me trucidar vivo’. Eu acho que ele resistiu e eles metralharam ele”
No livro “A Lei da Selva: estratégias, imaginário e discurso dos militares sobre a Guerrilha do Araguaia”, Hugo Studart, autor do livro, traz o embate que acabou resultando na morte de Idalísio e no enterro feito pelos militares. 
“Entrou em combate com uma equipe de militares da inteligência. Levou 53 tiros de metralhadora, inclusive no rosto, e ainda assim conseguiu escapar pela mata. Foi apanhado pelos militares dois quilômetros adiantes, agonizando no chão. Um mateiro o executou com um tiro de espingarda Winchester calibre 44. O tiro atingiu sua cabeça, que foi praticamente arrancada do tronco. Idalísio foi levado numa rede para Xambioá a fim de ser identificado. Foi inicialmente enterrado no cemitério local, na ala dos indigentes. Os militares mataram um cachorro e enterraram em cima do seu corpo para futura identificação”
Além de não saber ao certo das circunstâncias da morte de Idalísio Soares Aranha Filho, também há informações divergentes em relação a data exata da morte do guerrilheiro. Conforme as informações existentes em registros oficiais e depoimentos, pode ter acontecido entre o dia 13 de junho e 13 de julho de 1972. Os registros militares divergem tanto na data quanto no local de morte do guerrilheiro.

O livro da Comissão Especial sobre Mortos e Desaparecidos Políticos (CEMDP), responsável em examinar e reconhecer casos de desaparecimento ou morte que aconteceram até 05 de outubro de 1988 -- dia que a Constituição Brasileira foi promulgada, menciona um documento de fuzileiros navais entregue anonimamente à Comissão de Representação Externa da Câmara Federal. Neste documento há registros de um tiroteio que aconteceu no dia 12 de julho de 1972 na região de Perdido. A mesma data e localização são citadas na Carta de Instrução 1/72 da Operação Papagaio, conforme presente no "Dossiê dos mortos e desaparecidos políticos a partir de 1964",:
"Em 12 de julho de 1972, em Perdidos, a 9 léguas a Oeste de Caianos, Idalísio foi emboscado e morto, segundo documento dos Fuzileiros Navais entregue à Comissão de Representação Externa da Câmara Federal, em 1992."
Entretanto, no livro "Lugar nenhum: Militares e civis na ocultação dos documentos da ditadura", a data de morte de Idalísio é dada no dia 13 do mesmo mês:
"Neste mês [de julho de 1972], no dia 13, num choque com as forças legais em Perdidos [Pará, região do Araguaia], foi morto o subversivo Idalísio Soares Aranha Filho (Aparício)".
No livro "Mata!", por Leonencio Nossa, a data de morte do guerrilheiro também está no dia 13 de julho de 1972, mas o local está sinalizado como Peri. Da mesma forma a informação está presente no relatório assinado pelo general Antônio Bandeira, o Relatório da Manobra Araguaia, 13 de julho de 1972 como a data de morte, entretanto a região indicada é a de Perdidos, como no livro da CEMDP e no livro “Lugar nenhum”.
A mesma data é dada no relatório produzido pelo Centro de Inteligência do Exército (CIE), apesar disso, o município Marabá, no Pará, é registrado como o local do óbito de Idalísio. Em outro relatório produzido pela CIE, a data 13 de junho de 1972 está registrada como a data de morte.

## Homenagem
Idalísio Soares Aranha Filho foi homenageado com um diretório acadêmico que leva o seu nome, o Diretório Acadêmico Idalísio Soares Aranha: Fafich UFMG, que foi fundado em 1940 e representa os estudantes da Faculdade de Filosofia e Ciência Humanas da Universidade Federal de Minas Gerais, instituição de ensino superior pública federal brasileira, sediada no estado de Minas Gerais, na cidade de Belo Horizonte. O militante do PCdoB durante a faculdade esteve presente na luta do movimento estudantil e foi presidente do Diretório Acadêmico da Faculdade de Filosofia e Ciências Humanas.